# Majel Barrett
Majel Barrett-Roddenberry, geboren als Majel Leigh Hudec (Columbus, Ohio, 23 februari 1932 – Bel Air, Los Angeles, 18 december 2008), was een Amerikaanse actrice en echtgenote van Gene Roddenberry, de geestelijk vader van Star Trek (een sciencefictionserie waarvan later ook bioscoopfilms werden gemaakt).
Zij speelde in de eerste pilotaflevering van de originele Star Trek-serie de rol van Number One. Vanaf de tweede pilot (met een bijna volledig nieuwe cast en bemanning) speelde ze de rol van Nurse Christine Chapel. Later speelde ze die rol ook in enkele bioscoopfilms.
Later sprak ze de stem in van LCARS, het besturingssysteem van de diverse computers in de serie en films, onder andere in The Next Generation, DS9 en Voyager.
In de tweede serie (Star Trek The Next Generation) en de spin-offserie Star Trek: DS9 trad ze enkele keren zelf op, in de rol van Lwaxana Troi, de moeder van Counselor Deanna Troi.
Majel Barrett overleed op 18 december 2008 op 76-jarige leeftijd aan de gevolgen van leukemie.
- Bibliothèque nationale de France: cb141531974 (data)
- Gemeinsame Normdatei: 1215510616
- International Standard Name Identifier: 0000 0000 5887 0317
- Library of Congress Control Number: no00001043
- MusicBrainz: 9467506d-d217-4e95-89fb-4c3888f030a7
- Virtual International Authority File: 27275583
- WorldCat: E39PBJcccttTKKpc4Tk6H4ycfq